# Joffrey Baratheon
Joffrey Baratheon es un personaje ficticio de la saga Canción de hielo y fuego del escritor George R. R. Martin. Es representado como el despótico y sádico hijo del rey Robert Baratheon, pero que en realidad fue fruto del incesto entre la reina Cersei Lannister con su hermano Jaime Lannister.
En la adaptación televisiva de HBO, Game of Thrones, es interpretado por el actor Jack Gleeson.

## Concepción y diseño

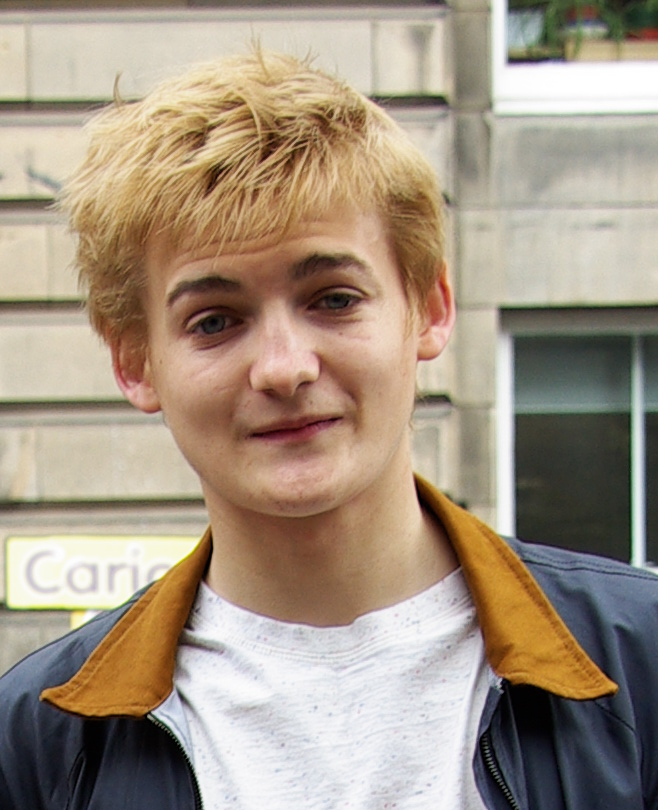
Jack Gleeson en el Festival Fringe de Edimburgo en agosto de 2012. El actor es reconocido por su papel como Joffrey Baratheon en la serie de televisión Game of Thrones.

Joffrey es presentado como el hijo primogénito del rey Robert Baratheon, y por lo tanto, heredero del Trono de Hierro. Joffrey creció como un muchacho consentido por su madre, siendo un joven cruel, caprichoso, imprudente, cobarde y con una marcada vena sádica. No era astuto y tampoco sabía comprender la naturaleza de la política ni comandar un ejército frente a una guerra. No obstante, sabía ser cortés y caballeroso pero normalmente para engañar o salirse con la suya. Su prometida, Sansa Stark, se enamora de él superficialmente, por su atractivo y modales y sus sueños de convertirse en una reina, pero al observar la verdadera naturaleza escondida de Joffrey, con espanto se da cuenta del monstruo que tiene a su lado.
El autor de la saga, George R.R. Martin, describe a Joffrey: «Joffrey es el clásico abusador en muchos sentidos, es muy arrogante y está corrompido al haber sido criado sin ningún tipo de límite. Tuvo dos padres y ninguno le dedicó atención o le procuró disciplina. Creo que incluso cuando es rey trata de impresionar a su padre [...] En mi opinión, Jack Gleeson hace un papel extraordinario.»

## Historia

### Primeros años
Joffrey fue el primogénito y heredero del rey Robert Baratheon, pero en realidad nació como fruto del incesto de su madre, la reina Cersei Lannister, con su hermano Jaime Lannister, aunque ni el rey Robert ni el propio Joffrey llegaron nunca a saber la verdad. Joffrey creció como un muchacho malcriado y consentido por su madre que trataba de ganarse la atención de su padre, el cual nunca demostró gran afecto por ninguno de sus supuestos hijos.
Ya desde niño, Joffrey demostraba tener una vena cruel y sádica, además de una actitud abusiva. De pequeño, Joffrey le abrió el vientre a una gata embarazada y le mostró los fetos a Robert, respondiendo este dándole un golpe tan fuerte que le saltó varios dientes. Joffrey también demostró una actitud abusiva con su hermano pequeño Tommen Baratheon.

### Juego de tronos
Joffrey viaja a Invernalia cuando su padre acude a nombrar a Eddard Stark como Mano del Rey. Allí, Joffrey es prometido con la hija de este, Sansa Stark, la cual se enamora al instante de él. Joffrey tiene también un encontronazo con Robb Stark, el hijo mayor de Lord Eddard.
En el viaje de vuelta a Desembarco del Rey, Joffrey tiene un incidente con Arya Stark, la hermana pequeña de Sansa, ya que un borracho Joffrey provocó una pelea con un amigo de Arya, lo que hizo que la loba huargo de ésta le atacara. Joffrey mintió a sus padres diciendo que Arya y su amigo le atacaron, lo que hizo que Cersei ordenara matar a "Lady", la loba huargo de Sansa, no involucrada en el asunto, ya que la de Arya había escapado. Joffrey le ordenó también a su espada juramentada, Sandor, "El Perro" Clegane, que matara al amigo de Arya.
El rey Robert será mortalmente herido durante una cacería, lo que será aprovechado por Cersei para empujar a Joffrey al trono. Lord Stark, basado en su rectitud, comete el grave error de proclamar que Joffrey es un bastardo nacido del incesto y que no tiene derecho al trono, lo que hace que Cersei ordene arrestarlo. Su prometida Sansa le suplica a Joffrey clemencia para su padre, comprometiéndose Joffrey a otorgarla si Lord Stark confiesa haber traicionado a Robert. Sin embargo, durante la confesión de Lord Stark en el Gran Septo de Baelor, Joffrey manifiesta a la multitud que el deseo de su prometida Sansa es piedad por la vida de su padre. Inmediatamente proclama que ningún acto de traición quedará impune en su reinado y ordena de forma caprichosa al verdugo a que le entregue su cabeza, pese a los consejos de su madre de que lo envíe a la Guardia de la Noche. Este acto desencadena la Guerra de los Cinco Reyes.
Como rey, Joffrey, siempre manipulado por su madre, decide destituir a Ser Barristan Selmy como Comandante de la Guardia Real. Nombra también a su abuelo, Lord Tywin Lannister, como nueva Mano del Rey. Sin embargo, su mayor afición comienza a ser torturar a su prometida Sansa; Joffrey la obliga a contemplar la cabeza ensartada de su padre junto a la de la septa que la crío y empieza a ordenar a sus miembros de la Guardia Real que la maltraten.

### Choque de reyes
El reinado de Joffrey resulta ser un caos, pues el muchacho resulta ser incontrolable incluso para su madre, quien no es capaz de refrenar los caprichos y desmanes del joven rey. Tyrion Lannister, nombrado por Lord Tywin como Mano del Rey en funciones, es el único que se opone a sus crueles decisiones, lo que hace que se gane el odio de Joffrey. Su mal gobierno llega a su punto álgido cuando la población de Desembarco del Rey se alza en una revuelta que a punto está de costarle la vida a él y a toda la familia real.
En la víspera a la Batalla del Aguasnegras, Joffrey acude a las murallas para liderar personalmente la defensa. Joffrey no llega a entrar en combate y cuando Cersei oye que los hombres de Stannis Baratheon están a punto de tomar la ciudad, ordena que Joffrey sea trasladado a la Fortaleza Roja. El rey, temeroso, obedece a su madre y abandona el campo de batalla, causando que los soldados defensores deserten a decenas y maten a sus propios oficiales en el camino. Tyrion dirige entonces la defensa de la capital, pero cuando la batalla parecía perdida, la llegada de un ejército Lannister-Tyrell al mando de Lord Tywin vence a las tropas de Stannis y las pone en fuga. Joffrey proclama a Tywin como «Salvador de la ciudad» y este asume su cargo de Mano del Rey. Para recompensar a la Casa Tyrell por aliarse con el Trono de Hierro, Joffrey rompe su compromiso con Sansa y se compromete con Margaery Tyrell.

### Tormenta de espadas
Tras la llegada de Tywin, Joffrey y Cersei apenas tienen autoridad ni capacidad de decisión. Su principal afición sigue siendo humillar a su tío y a su ex-prometida, también se descubre que fue él quien intentó asesinar a Bran Stark en Invernalia, al parecer como un intento de ganarse la atención de su difunto "padre" cuando le oyó decir que el niño Stark debería morir para evitar pasar su vida como un lisiado. Al enterarse de la muerte de Robb Stark, Joffrey insiste en presentarle su cabeza a Sansa, lo que hace que Tywin, Kevan y Tyrion muestren su rechazo, desatando la ira de Joffrey.
Finalmente se celebra la boda entre Joffrey y Margaery. Los invitados ofrecen sus regalos de boda al rey; Lord Tywin le regala una espada de acero valyrio a la que Joffrey llama Lamento de Viuda, Tyrion le regala un extraño y valioso libro el cual Joffrey destroza con su nueva espada exigiendo un regalo mejor a su tío, y Lord Mace Tyrell le regala un cáliz con siete gemas incrustadas representando a los Siete Reinos. Tras la ceremonia se produce el banquete nupcial; Joffrey y su nueva esposa brindan con vino, pero de pronto Joffrey comienza a ahogarse y a convulsionar. El rey muere en brazos de su madre envenenado con un veneno que cierra los conductos respiratorios, debido a esto, Joffrey adquirió un tono púrpura en su cara debido al ahogamiento. La reina Cersei acusa a Tyrion de su asesinato, aunque Petyr Baelish le confiesa a Sansa que él y Olenna Redwyne fueron los responsables.
Joffrey es velado en el Gran Septo de Baelor pero nadie salvo su madre llora por su muerte. Jaime afirma que el niño solo obtuvo lo que merecía y Tyrion mencionó que habría sido peor incluso que el Rey Loco.

## Adaptación televisiva

### Primera temporada
El príncipe Joffrey llega a Invernalia acompañando a su padre, el rey Robert (Mark Addy), cuando se disponía a nombrar a Eddard Stark (Sean Bean) como Mano del Rey. Joffrey es comprometido con la hija mayor de Lord Eddard, Sansa Stark (Sophie Turner).
Joffrey intenta aparentar una actitud cortés para con Sansa, la cual queda prendada de la belleza y los modales exquisitos del joven príncipe. Mientras daban un paseo, se topan con Arya Stark (Maisie Williams), la cual estaba jugando con espadas con su amigo Mycah. Joffrey demuestra una actitud abusiva con el chico, lo que hace que Arya y su loba huargo Nymeria lo ataquen. Aterrado y sollozando, Sansa intenta ayudar al joven príncipe, lo que no hace sino enfurecerlo. Joffrey le dice a su madre, la reina Cersei (Lena Headey), que Arya y su amigo lo atacaron, a la vez que Sansa, para proteger a Joffrey, miente diciendo que no pudo ver nada. La reina Cersei exige que sea la loba de Sansa, Dama, la que sea ejecutada, pues no pudieron encontrar a Nymeria. Joffrey le ordena también a su espada juramentada, Sandor Clegane (Rory McCann), que acabe con el amigo de Arya.
Bajo el consejo de su madre, Joffrey mantiene una actitud cortés para con Sansa, pese a que no está muy contento de estar comprometido con ella.
El rey Robert será fatalmente herido en una cacería, y Joffrey se despide de él en su lecho de muerte, visiblemente afectado. Tras la muerte de Robert, Cersei aúpa a Joffrey al trono. Lord Stark proclama entonces a los hijos de Robert como bastardos, provocando que sea arrestado por orden de Cersei, que había arreglado el ascenso de Joffrey.
Lord Stark es juzgado en el Gran Septo de Baelor, donde confiesa haber traicionado a Robert y a sus hijos. Todos creían que Joffrey lo perdonaría y le permitiría unirse a la Guardia de la Noche, tal y como había prometido a su madre y a Sansa, pero en lugar de eso le ordena a Ser Ilyn Payne (Wilko Johnson) que le corte la cabeza con su propio mandoble. La reina trata, en vano, de convencerlo de que recapacite, mientras Sansa se desmaya al presenciar la escena.
Ya coronado como rey, la auténtica personalidad de Joffrey sale a la luz, y ni siquiera su madre se ve capaz de ponerle coto. Decide mantener su compromiso con Sansa, con la que adopta una actitud cruel y sádica, obligándola a contemplar la cabeza cortada de su padre y prometiéndole que también le dará la de su hermano Robb. Sansa replica que quizá él le entregue la suya, lo que hace que Joffrey le ordene a su Guardia Real Meryn Trant (Ian Beattie) que la golpee.

### Segunda temporada
El desastroso gobierno de Joffrey y la incapacidad manifiesta de su madre hacen que Lord Tywin Lannister (Charles Dance) envíe a su hijo Tyrion (Peter Dinklage) para actuar como Mano del Rey en funciones y meter en vereda al niño-rey. Joffrey se sorprende de la llegada de su tío mientras se celebraba su Día del Nombre.
Joffrey comienza a oír los rumores sobre los bastardos que Robert había engendrado, e incluso los rumores que señalan que él y sus hermanos también lo son. Confronta a su madre para preguntarle sobre ello, lo que hace que Cersei le aseste una bofetada. Joffrey amenaza con castigarla severamente si vuelve a hacerlo, y después ordena a los Capas Doradas que eliminen a todos los bastardos de Robert en Desembarco del Rey.
Enterado de las victorias de Robb Stark sobre los Lannister, Joffrey humilla a Sansa delante de toda la corte, ordenándole a Ser Meryn Trant que la deje desnuda. El espectáculo es detenido por Tyrion, que amenaza a Joffrey afirmando que ni siquiera un rey puede hacer lo que le plazca. Tyrion decide que Joffrey puede tener algún tipo de frustración sexual con Sansa y que esa puede ser la razón de su trato abusivo para con ella, por ello le envía a dos prostitutas; Joffrey obliga a una de ellas a que golpee brutalmente a la otra, como forma de mandar un mensaje a su tío.
Durante la marcha de la princesa Myrcella Baratheon a Dorne, la población de Desembarco del Rey organiza una gran revuelta. Joffrey le ordena a sus hombres que acaben con todos, lo que desata una gran matanza con el populacho levantándose contra los Capas Doradas. Tyrion confronta a Joffrey y lo insulta por su estupidez y necedad, cuando se dan cuenta de que Sansa no está con ellos.
Stannis Baratheon (Stephen Dillane) se dirige a tomar Desembarco del Rey, ahora que cuenta con una gran flota y un gran ejército. Joffrey acude a las murallas dispuesto a liderar la defensa, donde observa cómo la flota de Stannis es destruida por el fuego valyrio de Tyrion, aunque ello no evite que Stannis desembarque con sus hombres y ataque las puertas de la ciudad. En un principio, Sandor Clegane lidera a los defensores en las puertas, pero decide desertar. Tyrion asume entonces la responsabilidad, mientras Joffrey decide huir cobardemente de vuelta a la Fortaleza Roja, causando que la moral de los defensores decaiga. La batalla será ganada gracias a la llegada de Lord Tywin Lannister y los refuerzos de la Casa Tyrell.
Lord Tywin es proclamado Salvador de la Ciudad, y en recompensa a la acción de la Casa Tyrell, Joffrey rompe su compromiso con Sansa y se compromete con Margaery Tyrell (Natalie Dormer).

### Tercera temporada
Cersei comienza a preocuparse de la influencia que los Tyrell tratan de ganar sobre Joffrey, ya que este parece mostrar una cierta satisfacción respecto a la actitud de Margaery. Durante los preparativos de la boda, se hace evidente que Margaery intenta ganarse la confianza de Joffrey, lo que enfurece cada vez más a su madre.
Ahora que Lord Tywin comienza a ejercer como Mano del Rey, la capacidad de poder y decisión de Joffrey es prácticamente nula, que convoca a Lord Tywin al salón del trono preocupado por ello. Este replica que siempre que sea necesario mantendrá al rey informado, pero que debe dejar cuestiones de las que el rey no sepa nada a sus consejeros.
Joffrey asiste también a la boda entre Tyrion Lannister y Sansa Stark, donde humilla en repetidas ocasiones a su tío. También intenta realizar la ceremonia de «encamamiento», provocando la furia de su tío y una pequeña trifulca entre ambos, solucionada gracias a la intervención de Lord Tywin.
Joffrey se presenta en el Consejo Privado donde informa a su tío sobre las muertes de Catelyn y Robb Stark. Joffrey bromea con presentarles sus cabezas a Sansa, lo que Tyrion toma como una ofensa y que acaba resultando en una confrontación verbal, resuelta cuando Lord Tywin le ordena a Cersei que lleve a Joffrey a sus aposentos.

### Cuarta temporada
Joffrey y Margaery contraen matrimonio finalmente. Joffrey recibe varios regalos de bodas, entre ellos una espada de acero valyrio a la que otorga el nombre de Lamento de Viuda. El banquete resulta ser una celebración copiosa y con mucho despilfarro, con cientos de invitados y platos.
Joffrey y Margaery asisten a los espectáculos que se celebran. Uno de ellos es una justa entre enanos, cada uno caracterizado como uno de los participantes de la Guerra de los Cinco Reyes. Tras la justa de los enanos, Joffrey centra su atención en Tyrion, al que nombra su «copero» derramando vino sobre su cabeza. Joffrey le ordena que le sirva una copa a la vez que le demanda que se arrodille frente a él; la tensa escena es resuelta por Margaery que ordena que traigan la tarta nupcial. Tras probarla, Joffrey le ordena a Tyrion que le sirva vino. Tras beber, Joffrey comienza a atragantarse y a convulsionar. Con la cara morada por la asfixia y sangre brotando de su nariz y sus ojos, Joffrey muere en brazos de Cersei, mientras que señala a Tyrion. Cersei ordena que lo arresten de inmediato.
Joffrey es velado en el Gran Septo de Baelor, donde se hallan Tywin, Cersei y su hermano pequeño Tommen (Dean-Charles Chapman), ahora convertido en rey. Tywin habla con Tommen, confesando que su hermano no era un buen rey, y que si lo hubiera sido, quizás ahora seguiría vivo. Después, Cersei habla con su hermano Jaime (Nikolaj Coster-Waldau), afirmando que Tyrion fue el responsable de su asesinato y debe pagar por ello.

## Recepción
El actor Jack Gleeson interpreta a Joffrey Baratheon en la adaptación televisiva, ganando numerosos reconocimientos por su papel personificando el despotismo y el sadismo del personaje. Medios se hicieron eco de ello y llegaron a calificar al personaje de Joffrey Baratheon como el más odiado en la historia de la televisión.